# Пети конгрес СК Србије
Пети конгрес Савеза комуниста Србије одржан је од 11. до 14. маја 1965. у згради Дома синдиката у Београду. Конгресу су присуствовала 854 делегата, који су представљали 430.000 чланова Савеза комуниста Србије.
Последњег дана рада Конгрес је изабрао Централни комитет од 137 чланова, Контролну комисију од 21 и Ревизиону комисију од 15 чланова. На првој седници Централног комитета, одржаној истог дана, изабран је Извршни комитет Централног комитета од 14 чланова, док је за политичког секретара Централног комитета поново изабран Јован Веселинов, а за секретаре Милојко Друловић, Данило Кекић и Војин Лукић.

## Централни комитет
Чланови Централног комитета Савеза комуниста Србије изабрани на Петом конгресу СК Србије 14. маја 1965. године:
1. Крста Аврамовић
2. Станоје Аксић
3. Ђорђе Алексов
4. Душан Алимпић
5. Смиља Андрејевић
6. Александар Бакочевић
7. Рожа Башић
8. Душан Богданов
9. Љубиша  Богдановић
10. Светислав Божић
11. Владан Бојанић
12. Живан Васиљевић
13. Јован Веселинов
14. Славко Веселинов
15. Радован Влајковић
16. Здравко Вуковић
17. Драгомир Вуколић
18. Воја Вуцелић
19. Предраг Глигорић
20. Тома Гранфил
21. Радивој Давидовић
22. Звоними Дамјановић
23. Вели Дева
24. Дрита Доброши
25. Стеван Дороњски
26. Милорад Достанић
27. Момчило Драговић
28. Милојко Друловић
29. Љубица Дукић
30. Рајко Ђаковић
31. Владимир Ђанић
32. Пера Ђоковић
33. Милисав Ђурић
34. Душан Ђурић
35. Симеон Затезало
36. Саит Затрићи
37. Славко Зечевић
38. Гвозден Илић
39. Антоније Исаковић
40. Марија Јагодић
41. Стојан Јарамаз
42. Драгомир Јевтић
43. Рајко Јечменица
44. Милета  Јешић
45. Новак Јовановић
46. Павле Јовићевић
47. Ђурица Јојкић
48. Ибраим Јусуфи
49. Данило Кекић
50. Маћаш Kелемен
51. Никола Кмезић
52. Милија Ковачевић
53. Сретен Ковачевић
54. Иштван Лапу
55. Воја Лековић
56. Војин Лукић
57. Велибор Љујић
58. Мемед Малићи
59. Божидар Манић
60. Јован Марјановић
61. Драган Марковић
62. Рагиб Махмути
63. Стојан Миленковић
64. Катарина Милосављевић
65. Милутин Милошевић
66. Катарина Митић
67. Томислав Митић
68. Видоје Митровић
69. Душан Мугоша
70. Радисав Недељковић
71. Радисав Раја Недељковић
72. Петар Нешић
73. Драгомир Николић
74. Олга Николић
75. Трифун Николић
76. Ђорђе Никшић
77. Милорад Никшић
78. Џавид Нимани
79. Бојана Обрадовић
80. Бора Павловић
81. Радован Пантовић
82. Катарина Патрногић
83. Најдан Пашић
84. Латинка Перовић
85. Душан Петровић
86. Љубомир Петровић
87. Пауна Петровић
88. Бранко Пешић
89. Милева Планојевић
90. Спасоје Попадић
91. Мирко Поповић
92. Света Поповић
93. Душан Пуђа
94. Милија Радовановић
95. Загорка Радојковић
96. Добривоје Радосављевић
97. Ђорђе Радосављевић
98. Никола Радуловић
99. Славољуб Рашковић
100. Петар Релић
101. Кадри Реуфи
102. Ласло Рехак
103. Дејан Рибарић
104. Десанка Ромић
105. Животије Савић
106. Петроније Савовић
107. Душан Секић
108. Боривоје Симић
109. Танкосава Симић
110. Милица Соларов
111. Вукашин Стамболић
112. Драги Стаменковић
113. Богољуб Станковић
114. Богољуб Стојановић
115. Ђоко Стојичић
116. Ђорђе Стојшић
117. Љубица Стублинац
118. Мирко Тепавац
119. Винка Томић
120. Чедомир Трајковић
121. Михаило Туртић
122. Зорица Туцаковић
123. Добрица Ћосић
124. Џевдет Хамза
125. Синан Хасани
126. Селмо Хашимбеговић
127. Боса Цветић
128. Сретен Цвијовић
129. Михаило Швабић

## Извршни комитет ЦК
Чланови Извршног комитета Централног комитета Савеза комуниста Србије изабрани на првој седници Централног комитета одржаној 14. маја 1965. године:
1. Јован Веселинов, политички секретар
2. Милојко Друловић, секретар за идејна питања
3. Данило Кекић, секретар за друштвено-економски однос
4. Војин Лукић, секретар идејно-организациону изградњу
5. Стеван Дороњски
6. Симеон Затезало
7. Џавид Нимани
8. Душан Петровић
9. Добривоје Радосављевић
10. Танкосава Симић
11. Драги Стаменковић
12. Мирко Тепавац
13. Михајло Швабић
14. секретар ПК СК Војводине (по функцији)
15. секретар ПК СК Косова (по функцији)